# Karate Kid IV: Mistrz i uczennica
Karate Kid IV: Mistrz i uczennica (ang. The Next Karate Kid) – amerykański film obyczajowy z 1994 roku w reżyserii Christophera Caina, będący czwartą częścią serii filmów Karate Kid.
Film został generalnie źle przyjęty przez publikę i krytyków. Serwis Rotten Tomatoes przyznał mu wynik 7%, czyli „zgniły”.

## Obsada
- Hilary Swank – Julie Pierce
- Pat Morita – Kesuke Miyagi
- Michael Ironside – Pułkownik Paul Dugan
- Constance Towers – Louisa Pierce
- Chris Conrad – Eric McGowen
- Michael Cavalieri – Ned Randall
- Walton Goggins – Charlie
- Thomas Downey – Morgan

i inni

## Fabuła
Rodzice Julie Pierce (Hilary Swank) zginęli w wypadku. Nastolatkę wychowuje babcia (Constance Towers), która jednak nie może sobie z nią poradzić. Prosi więc o pomoc w zapanowaniu nad niesforną wnuczką pana Miyagiego (Pat Morita). Staruszek jest mistrzem karate i nauczycielem. Miyagi zabiera Julie do klasztoru buddyjskich mnichów. Nastolatka zaczyna trenować karate. W międzyczasie dziewczyna zaprzyjaźnia się ze swoim kolegą ze szkoły, Erikiem McGowenem (Chris Conrad), czego napastujący ją Ned Randall (Michael Cavalieri) nie zamierza zaakceptować.